# Río Chico (Escalante)
Río Chico (también denominado Puente Nollman) era una localidad argentina del departamento Escalante, Provincia del Chubut. Se ubicaba en las coordenadas 45°18′37″ S 67°44′4″ O, sobre la Ruta Provincial 27, a 55 km de Comodoro Rivadavia. La principal producción económica de la zona es la ganadería ovina.
Para el censo 2001 y 2010 no presenta población.

## Toponimia
Su nombre se debe al río homónimo, que presentó su cauce seco la mayor parte del siglo XX desde 1930 y solo reapareció en la década de 1970. Para 2017 su cauce renació gracias a una gran inundación.

## Historia
Desde que en 1902 se fundó una colonia bóer que albergó un gran número de familias y atrajo a estos pobladores hacia estos puntos. Las actividades productivas se concentraron en la cría de ganado ovino y en proveer de productos agrícolas al pueblo de Comodoro Rivadavia. 
Desde 1904, 1905, 1907 y 1908 desembarcan en Puerto Visser sucesivas oleadas de contingentes que trajeron a los colonos a la zona. A pesar del terreno árido de este lugar y de toda la zona los inmigrantes se instalaron en diferentes asentamientos como Sierra Nevada, Sierra Chaira, Bahía Bustamante, Astra, Cañadón Lagarto, Sierra Victoria, Sierra Cuadrada, Río Chico, Pampa Salamanca, Pampa Pelada, al igual que en Comodoro. Gracias a la similitud entre la alta meseta patagónica y la meseta sudafricana karoo les permitió una rápida adaptación.
Aun para 1907 la cuenca del Chico contaba con una variedad de campos productores cuyos frutos fueron observados por los ingenieros ferroviarios que realizaron la fallida ampliación del Ferrocarril Central del Chubut. El ferrocarril estuvo a punto de ser ejecutado hacia la cordillera y hubiera quedad muy cerca del río para abastecer su zona. El plan solo se pudo concretar hasta inmediaciones de Las Plumas.
Los bóeres fueron vitales para la zona ya que abrieron caminos, se adentraron a los campos, sembraron las nuevas tierras y criaron a sus ovejas, como su lugar de origen. Su producción disparó el comercio de la lana que traían al pueblo de Comodoro en carros tirados por bueyes. 
Los colonos que se radicaron no fueron significativos. Las familias que arribaron Río Chico estaban desprovistas de bienes materiales y apuntaron su empresa hacia la producción ovina. A pesar de ser extensa la zona estos nuevos propietarios se concentraron especialmente en torno al puente.
Sin embargo debieron poblar el duro campo patagónico, y abrir caminos en medio de la nada. Entre las duras peripecias que le tocó padecer estuvo la interminable falta de agua. 
El incipiente pueblo se concentró en torno al puente Nolman. Aunque el pueblo no prosperó aun perduran estancias. Actualmente todos los que están afincados son de la época de 1950/60 y siguen con su principal actividad, la ganadería y aproximadamente son unas 50 familias en Sierra Cuadrada, Sierra Chaira, Pampa Pelada, Río Chico, Sarmiento, entre otros puntos.

## Geografía
Se ubica 248 m s. n. m. en plena meseta patagónica, cerca del centro geográfico del departamento. En invierno, las condiciones climáticas suelen ser adversas, presentándose nevadas.